# Glen Flora (Wisconsin)
Glen Flora est un village du comté de Rusk, dans l'État du Wisconsin, aux États-Unis. En 2020, il comptait une population de 100 habitants.